# Ал Капитело деле Грације (Падова)
Ал Капитело деле Грације (итал. Al Capitello delle Grazie) је насеље у Италији у округу Падова, региону Венето.
Према процени из 2011. у насељу је живело 37 становника. Насеље се налази на надморској висини од 35 м.